# Antístenes d'Esparta
Antístenes d'Esparta (en llatí Antisthenes, en grec antic Ἀντισθένης) fou un almirall (navarc) espartà a la guerra del Peloponès.
L'any 412 aC se li va confiar el comandament d'un esquadró per operar a la costa de l'Àsia Menor i se li va encarrega de succeir a Astíoc en cas que els comissionats espartans decidissin de privar-lo del comandament. No torna a aparèixer fins al 399 aC quan junt amb dos comissionats més va ser enviat a inspeccionar els afers d'Àsia Menor i va prorrogar el comandament de Dercil·lides per un any més.